# Jorge Di Nocco
Jorge Omar Di Nocco (* 27. března 1966) je bývalý argentinský zápasník – judista.

## Sportovní kariéra
V argentinské mužské reprezentaci se pohyboval od poloviny osmdesátých let dvacátého století. V roce 1984 startoval v 18 letech na olympijských hrách v Los Angeles, kde prohrál ve druhém kole s domácím Edem Liddiem v boji na zemi držením. V roce 1988 a 1992 se do argentinského olympijského týmu nevešel. Sportovní kariéru ukončil v polovině devadesátých let dvacátého století. Žije na předměstí Buenos Aires v Berazategui a věnuje se trenérské práci.

## Výsledky
| Turnaj                  | 1984            | 1985            | 1986            | 1987            | 1988            | 1989            | 1990            |
| Turnaj                  | 18              | 19              | 20              | 21              | 22              | 23              | 24              |
| Turnaj                  | superlehká váha | superlehká váha | superlehká váha | superlehká váha | superlehká váha | superlehká váha | superlehká váha |
| ----------------------- | --------------- | --------------- | --------------- | --------------- | --------------- | --------------- | --------------- |
| Olympijské hry          | úč.             |                 |                 |                 | —               |                 |                 |
| Mistrovství světa       |                 | —               |                 | úč.             |                 | —               |                 |
| Panamerické hry         |                 |                 |                 | 3.              |                 |                 |                 |
| Panamerické mistrovství | ?               | 3.              | ?               |                 | ?               |                 | úč.             |
| MS juniorů              |                 |                 | úč.             |                 |                 |                 |                 |